# Politický marketing
Politický marketing je součástí politického managementu. Politický marketing je obvykle používán jako klasický model 4P, který zahrnuje tržní segmentaci, „umístění“ kandidáta, formulaci strategie a její implementaci. Úkolem politického marketingu je pochopit a charakterizovat voliče a poté jej nenásilně donutit přijmou ideu, myšlenky, postoj a jiné politické činy klienta (politika). Dále můžeme do politického marketingu zařadit též krizovou komunikaci, jejímž úkolem je vyřešit problém dříve než se problém projeví na veřejnost.
V politickém marketingu nesmíme opomenou tzv. politainment,který propojuje politiku se zábavou a vyznačuje se formou masmediálního zprostředkování informací. Stejně jako infotainment má za úkol popularizaci a přiblížení se k zvoleným cílovým skupinám.

## Nástroje politického marketingu
Základním nástrojem politického marketingu je analýza politického trhu. Díky této analýze může strana či kandidát vytvořit svůj politický profil či politický program. Dalšími nástroji je segmentace a zacílení voličů.
V nástrojích politického marketingu nesmíme opomenout masmédia. K dosažení žádoucích účinků politického marketingu slouží převážně:
- tisková zpráva
- press foyer
- press trip
- řízený rozhovor
- řízený informační únik
- lobbing
- astroturfing

- spin doctoring

Dalšími nástroji politického marketingu mimo masmédia jsou:
- Direkt mail
- Search Engine Marketing
- Sociální sítě
- Youtube
- Twitter
- Linkedin
- Mobilní marketing
- Textové zprávy SMS
- Reklama ve hrách

## Výhody politického marketingu pro politika
Vlivem politického marketingu může odborník v tomto oboru zlepšit způsob komunikace klienta, zlepšit způsoby prezentace jeho názorů, postojů a myšlenek. Dále může politika naučit účelové komunikace s médii a pomůže mu vytvořit vhodnou účelovou strategii.